# Star Trek 3: A la recerca de Spock
Star Trek 3: A la recerca de Spock (títol original en anglès Star Trek III: The Search for Spock) és una pel·lícula de ciència-ficció estatunidenca del 1984, escrita i produïda per Harve Bennett, dirigida per Leonard Nimoy, i basada en la sèrie de televisió Star Trek. És la tercera pel·lícula de la franquícia Star Trek i és la segona part d'un arc narratiu de tres pel·lícules que comença amb Star Trek 2: La còlera del Khan (1982) i conclou amb Star Trek 4: Missió salvar la Terra (1986). Després de la mort de Spock (Nimoy), la tripulació de l'USS Enterprise torna a la Terra. Quan James T. Kirk (William Shatner) s'assabenta que l'esperit de Spock, o katra, es manté a la ment del Dr. Leonard "Bones" McCoy (DeForest Kelley), Kirk i companyia roben l'USS Enterprise enciat a desballestar per tornar el cos d'Spock al seu món natal. La tripulació també ha de lluitar amb els klíngons hostils, liderats per Kruge (Christopher Lloyd), que estan decidits a robar els secrets del poderós dispositiu de terraformació Genesis.
Paramount Pictures va encarregar la pel·lícula després de la positiva reacció crítica i comercial a La còlera de Khan. Nimoy va dirigir aquesta pel·lícula, convertint-se en el primer membre del repartiment de Star Trek a fer-ho. El productor Harve Bennett va escriure el guió, començant des del final i tornant a treballar, i pretenia que la destrucció de l' Enterprise fos un desenvolupament impactant.
Bennett i Nimoy van col·laborar amb la casa d'efectes Industrial Light & Magic per desenvolupar històries i nous dissenys de naus; ILM també va gestionar les nombroses seqüències d'efectes especials de la pel·lícula. A part d'un sol dia de rodatge d'exteriors, la pel·lícula es va rodar completament als escenaris sonors de Paramount i ILM. El compositor James Horner va tornar per ampliar els seus temes de la pel·lícula anterior.
A la recerca de Spock es va estrenar l'1 de juny de 1984. En la seva primera setmana d'estrena, la pel·lícula va recaptar més de 16 milions de dòlars en gairebé 2.000 sales d'Amèrica del Nord. Va recaptar 76 milions de dòlars a la taquilla nacional, amb un total de 87 milions de dòlars arreu del món. La reacció crítica a A la recerca de Spock va ser generalment positiva, però notablement menys que la pel·lícula anterior. En general, els crítics van elogiar el repartiment, la direcció de Nimoy i els personatges, mentre que les crítiques tendien a centrar-se en la trama; els efectes especials van ser rebuts de manera contradictòria. Roger Ebert va anomenar la pel·lícula un compromís entre els tons de la primera i la segona pel·lícula de Star Trek.

## Argument
La pel·lícula se situa l'any 2285. La nau estel·lar de la Federació Enterprise torna coixejant a la Terra després d'una batalla amb el superhome Khan Noonien Singh, que va intentar destruir l' Enterprise fent detonar un dispositiu experimental de terraformació conegut com Genesis. Les víctimes de la lluita inclouen l'amic vulcanià de l'almirall James T. Kirk, Spock, el taüt del qual va ser llançat a l'òrbita al voltant del planeta creat pel dispositiu Genesis. En arribar al port espacial de la Terra, el doctor Leonard McCoy comença a actuar de manera estranya i és arrestat. L'almirall de la Flota Estel·lar Morrow visita l' Enterprise i informa a la tripulació que la nau ha de quedar fora de servei; la tripulació rep l'ordre de no parlar de Genesis a causa de les conseqüències polítiques sobre el dispositiu.
David Marcus, el fill de Kirk, un científic clau en el desenvolupament de Genesis, i la vulcaniana Saavik estan investigant el planeta Genesis des de la nau científica Grissom. Descobreixen una forma de vida inesperada a la superfície, i Marcus i Saavik es transporten al planeta. Troben que el dispositiu Genesis ha ressuscitat Spock en forma de nen, encara que la seva ment no és present. Marcus, pressionat per Saavik, admet que va utilitzar una "protomatèria" inestable per construir el dispositiu Genesis, el que significa que Spock està envellint ràpidament i el planeta serà destruït en poques hores. Mentrestant, el comandant Kruge, membre de la raça alienígena klingon, intercepta informació sobre Genesis. Creient que el dispositiu és una arma potent, porta la seva nau encoberta al planeta Genesis, destrueix el Grissom i captura Marcus, Saavik i Spock.
El pare de Spock, Sarek, es reuneix amb Kirk sobre la mort del seu fill. La parella s'assabenta que abans de morir, Spock va transferir el seu katra, o esperit viu, a McCoy. El katra i el cos de Spock són necessaris per posar-lo a descansar al món natal de Vulcà, i sense ajuda, McCoy morirà de portar el katra. Desobeint les ordres, Kirk i els seus oficials treuen McCoy de la detenció, desactiven l'USS Excelsior i roben l' Enterprise del port espacial per tornar al planeta Genesis.
En òrbita, l' Enterprise és atacat i desactivat per Kruge. En el enfrontament que segueix, Kruge ordena que un dels ostatges a la superfície sigui executat; David és assassinat defensant Saavik. Kirk i companyia fingeixen rendir-se i activen la seqüència d'autodestrucció de l' Enterprise, matant el grup d'embarcament klíngon mentre la tripulació de l' Enterprise es transporta a la superfície del planeta. Prometent el secret de Genesis, Kirk atrau Kruge al planeta i li fa enviar la seva tripulació a la nau klingon. Quan el planeta Genesis es desintegra, Kirk i Kruge s'enfronten a un combat cos a cos; Kirk surt victoriós després de llançar el klíngon d'un penya-segat. Aclaparant l'últim membre de la tripulació klíngon, Kirk i els seus oficials van posar rumb cap a Vulcà.
El katra de Spock es reuneix amb el seu cos en un procediment perillós anomenat fal tor pan. La cerimònia té èxit, i Spock ressuscita viu i bé, tot i que els seus records estan fragmentats. A petició de Kirk, Spock recorda que va anomenar a Kirk "Jim" i reconeix la tripulació.

## Personatges
- William Shatner com l'almirall James T. Kirk: Shatner va declarar que ser dirigit per Leonard Nimoy, el seu coprotagonista i amic de molt de temps, va ser inicialment incòmode, tot i que a mesura que avançava el rodatge, va ser més fàcil quan es va adonar de la confiança que tenia Nimoy.[5] Per reduir pes, Shatner va fer dieta abans de l'inici de la producció, però a mesura que continuava el rodatge, va tendir a "lliscar"; el departament de vestuari li va haver de fer 12 samarretes.[6]
- DeForest Kelley com a Leonard McCoy: metge i portador de l'esperit viu de Spock. Kelley té la majoria de les escenes memorables de la pel·lícula, però va admetre dificultats ocasionals per actuar i ser dirigit pel seu coprotagonista de molt de temps. Tanmateix, va afirmar que no tenia cap dubte sobre la capacitat de Nimoy per dirigir la pel·lícula.[3]
- James Doohan, com a Montgomery Scott: Enginyer en cap de l' Enterprise
- George Takei com a Hikaru Sulu: el pilot de Enterprise Takei es va consternar en saber que un guàrdia de la cel·la de McCoy va dir al seu personatge "diminut" durant la pel·lícula i va discutir amb el productor de la pel·lícula per tal de tallar la línia. Quan Takei va veure la primera projecció de la pel·lícula, va canviar d'opinió i es va disculpar ràpidament.[7][8]
- Walter Koenig, com a Pavel Chekov: oficial de naveció de l' Enterprise i oficial científic en funcions.
- Nichelle Nichols as Uhura: oficial de comunicacions de l' Enterprise. Nichols sempre havia insistit en portar una faldilla; tot i que l'uniforme femení estàndard utilitzava pantalons, el dissenyador de vestuari va crear una versió amb faldilla específicament per a ella.[9]
- Dama Judith Anderson com a T'Lar: Una gran sacerdotessa vulcaniana que restaura el katra de Spock al seu cos.[9][10] Als 87 anys i, a instàncies del seu nebot, Anderson va acceptar el paper. Nimoy volia algú amb "poder i màgia" per al paper eteri.[11] Anderson afirmava que media 1,57 metres, però la seva veritable altura era de 1,42 metres, cosa que presentava un problema quan els dissenyadors havien de fer-la semblar adequadament majestuosa. La solució va ser vestir-la amb un doblec massa llarg i unes sabates muntades que, combinades amb una corona, li van afegir 15 centímeters d'altura.[6]
- Robin Curtis com a Saavik: una oficial vulcaniana de la nau espacial Grissom. Kirstie Alley, que havia interpretat a Saavik a La còlera de Khan, no va mostrar interès a tornar a repetir el seu paper.[12] Curtis havia arribat a Los Angeles el 1982; Es va fer amiga del cap del departament de càsting de Paramount, que la va recomanar per al paper. Nimoy es va reunir amb Curtis i li va donar el paper l'endemà.[11]
- Christopher Lloyd com a Kruge: un klíngon interessat a assegurar els poderosos secrets de Genesis per utilitzar-los com a arma. Nimoy va dir que Lloyd va aportar un element de teatralitat benvingut al paper.[11] Nimoy havia admirat el treball de Lloyd a Algú va volar sobre el niu del cucut i Taxi i va quedar impressionat per la seva habilitat per interpretar a vilans poderosos.
- Mark Lenard interpreta a Sarek, el pare de Spock i ambaixador de Vulcà. Anteriorment, Lenard va interpretar el paper a l'episodi de Star Trek (sèrie original) "Viatge a Babel" i a Star Trek (sèrie animada) a l'episodi "Yesteryear".
- Merritt Butrick repren el seu paper de David Marcus, el fill de Kirk i un científic que havia ajudat a desenvolupar el dispositiu Genesis, de La còlera de Khan.

Leonard Nimoy, a més de la seva tasca de direcció, apareix cap al final de la pel·lícula com Spock, però només apareix als crèdits inicials com a director. Nimoy va trobar que l'escena més difícil de dirigir era aquella en què Leonard McCoy parla amb l'inconscient Spock a la infermeria, de camí a Vulcà. Nimoy va recordar que no sols estava a l'escena, sinó que tenia els ulls tancats, cosa que dificultava jutjar la qualitat del pla o l'actuació de l'actor: "Va tornar boig a DeForest Kelley. Jura que estava intentant dirigir-lo amb el moviment i el batec de les meves parpelles". Nimoy va agrair que la història l'obligués a aparèixer en un nombre mínim d'escenes. Spock, que envelleix ràpidament, als 9, 13, 17 i 25 anys, va ser interpretat successivament per Carl Steven, Vadia Potenza, Stephen Manley i Joe W. Davis. Frank Welker va proporcionar els crits de Spock, i Steve Blalock va doblar Nimoy, de manera que un total de set actors van contribuir al paper.
Altres intèrprets foren Robert Hooks com l'almirall Morrow, el comandant de la Flota Estelar; James B. Sikking com el capità Styles, l'oficial al comandament de l'Excelsior; Miguel Ferrer com a primer oficial de l' Excelsior; i Phillip R. Allen com el capità J.T Esteban, el capità del malfadat Grissom. John Larroquette interpreta a Maltz, un membre de la tripulació del pont de Kruge a qui Nimoy descriu com "el klingon reflexiu". Catherine Shirriff interpreta a Valkris, l'amant condemnada de Kruge. Grace Lee Whitney, que va interpretar a Janice Rand a la sèrie original Star Trek, va fer un cameo com "dona a la cafeteria". Scott McGinnis interpreta un home jove a qui Uhura obliga a entrar en un armari a punta de pistola.

## Doblatge al català
La pel·lícula va ser doblada al català quan fou emesa per TV3 el 29 d'abril del 2004. Els actors de doblatge foren:
| Personatge                | Actor/actriu      | Veu en català       |
| ------------------------- | ----------------- | ------------------- |
| James T. Kirk             | William Shatner   | Santi Lorenz        |
| Spock                     | Leonard Nimoy     | Ramon Puig          |
| Leonard McCoy             | DeForest Kelley   | Pep Torrenys        |
| Montgomery Scott 'Scotty' | James Doohan      | Jordi Vilaseca      |
| Nyota Uhura               | Nichelle Nichols  | Teresa Manresa      |
| Hikaru Sulu               | George Takei      | Francesc Figuerola  |
| Pavel Chekov              | Walter Koenig     | Pep Ribas           |
| Tinent Saavik             | Robin Curtis      | Maria Lluïsa Magaña |
| David Marcus              | Merritt Butrick   | Claudi Domingo      |
| Almirall Morrow           | Robert Hooks      | Joan Carles Gustems |
| Kluge                     | Christopher Lloyd | Claudi Garcia       |
| Sarek                     | Mark Lenard       | Josep Maria Ullod   |
| T'Lar                     | Judith Anderson   | Glòria Roig         |
| Capità Styles             | James B. Sikking  | Antoni Forteza      |
| Maltz                     | John Larroquette  | Jaume Villanueva    |
| Capità Esteban            | Phillip R. Allen  | Eduard Elias        |

## Producció

### Desenvolupament
La còlera del Khan va ser un èxit de crítica i comercial, i Paramount Pictures es va preparar ràpidament per a una tercera pel·lícula Star Trek. El director de La còlera del Khan, Nicholas Meyer, no tornaria; no estava d'acord amb els canvis fets al final de la seva pel·lícula sense el seu consentiment. En veure La còlera del Khan, Leonard Nimoy es va "emocionar" per tornar a interpretar a Spock. Quan la Paramount li va preguntar si volia repetir el paper del tercer llargmetratge, Nimoy va acceptar i els va dir: "Teniu tota la raó, vull dirigir aquesta pel·lícula!" El cap de l'estudi Michael Eisner es va mostrar reticent a contractar Nimoy perquè creia erròniament que l'actor odiava Star Trek i havia exigit en el seu contracte que matessin Spock. Nimoy va rebre la feina després de convèncer Eisner que aquest no era el cas. La primera reacció a la notícia de Gene Roddenberry, el creador de Star Trek, va ser dir que el productor Harve Bennett havia "contractat un director que no podia acomiadar".
Paramount va donar llum verda a Bennett per escriure Star Trek III l'endemà de l'obertura de La còlera del Khan el vistiplau més ràpid que havia rebut el productor. Va començar a escriure el guió, assenyalant que "disset persones més ho podrien haver escrit" després dels indicis sobre la resurrecció de Spock a la pel·lícula anterior. Bennett i Nimoy van utilitzar el fil obert de la fusió ment de Spock amb McCoy al final de "La còlera del Khan" com a manera d'explicar la restauració de Spock. La idea i el nom del "katra" vulcanià va sorgir de les discussions de Bennett amb Nimoy. L'actor va referir el productor a un episodi de la sèrie de televisió, "L'època de l'Amok", que va suggerir a Bennett un alt nivell de "transferència espiritual" entre els vulcanians. Bennett va admetre que la idea de Kirk i companyia de tornar al planeta Genesis per recuperar el "jo noble" de Kirk va sorgir d'un poema que va llegir en una revista de fans de Star Trek. La producció de la pel·lícula va reconèixer certes expectatives dels fans: Nimoy va remarcar que si Spock no hagués ressuscitat i, en canvi, "el capità Kirk s'hagués girat cap a la càmera i [va dir] 'Ho sento, no l'hem trobat', la gent llançaria pedres a la pantalla". Un dels principals problemes amb què va lluitar Bennett va ser com presentar la història per a persones que no havien vist La còlera de Khan. Bennett va dir que la seva mentalitat de productor de televisió "va guanyar"; va afegir un dispositiu de pel·lícula "anteriorment a Star Trek ...", i va fer que Kirk narrés un registre del capità, descrivint els seus sentiments i la seva sensació de pèrdua. Conscient de la predictibilitat de la història, Bennett va decidir que l'USS Enterprise fos destruït i pretenia que aquest element de la trama es mantingués en secret.
Nimoy volia que A la recerca de Spock tingués un abast "operístic"; "Volia que les emocions fossin molt grans, molt àmplies, els temes de la vida i la mort […] i el [aspecte de la pel·lícula] i tot això deriva de personatges importants que representen una història gran en un llenç gran", va dir. A més, volia que els personatges tinguessin escenes significatives, per petites que fossin, que els fessin fonamentats i reals. Bennett va començar a escriure el guió amb el final, on Spock diu: "El teu nom és... Jim", i va treballar al revés a partir d'aquest punt. Elements com ara que Kruge mata la seva amant es van afegir per establir context i afegir drama i intriga. Originalment, els romulans eren els dolents, però Nimoy preferia els klíngons més "teatrals", sentint que la seva recerca de Genesis era anàloga a la carrera soviètica per l'armament nuclear. Bennett va aprofitar l'oportunitat per concretar la raça alienígena, que sentia que estava mal definida a la sèrie de televisió. El nom de la classe de vaixells dels antagonistes, Au de Presa, es va mantenir sense canvis.
El guió es va completar en sis setmanes. El pressupost estimat de la producció de 16 milions de dòlars va ser una mica més gran que el de La còlera del Khan, però encara molt inferior a Star Trek: La pel·lícula (1979). Atès que s'havien establert elements com molts conjunts i uniformes, hi havia més diners disponibles per als efectes especials. El productor assistent Ralph Winter va descriure els diners addicionals com una "caixa de joguines" que permetia més marge de maniobra i "diversió" en la planificació de la pel·lícula.

### Disseny

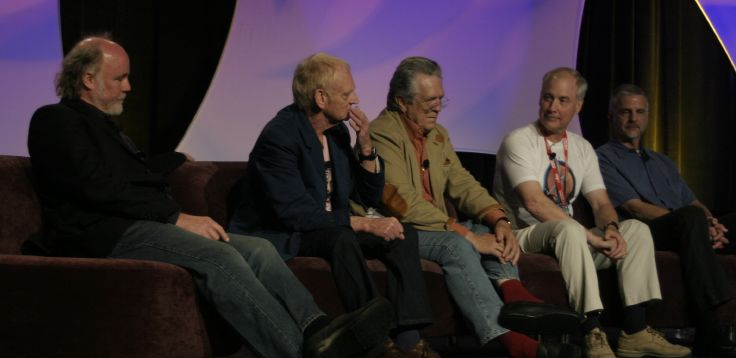
El supervisor visual Ken Ralston (extrem dreta) va treballar amb Paramount al començament de la producció per desenvolupar plans per als efectes d' A la recerca de Spock. Ralston, recolzat enrere al seu seient, té els cabells curts i porta una camisa amb pantalons.

Nimoy i Bennett van treballar amb la companyia d'efectes Industrial Light & Magic (ILM) per produir efectes especials, models i escenes d'imatge real. ILM va rebre un tractament de dues pàgines el novembre de 1982, titulat "Return to Genesis". El supervisor de producció, Warren Franklin, va dir que el guió que van rebre a principis de 1983 era "un dels millors guions que hem llegit" de les presentacions que arribaven setmanalment. Tot i que ILM havia proporcionat el treball d'efectes per a La còlera de Khan, només s'havien acostat a ells després que s'haguessin completat els storyboards d'efectes. Per a A la recerca de Spock, l'ILM es va incorporar molt abans, el que significa que el supervisor d'efectes visuals Ken Ralston i el seu equip van participar des de les etapes de planificació.  Nimoy va acreditar aquesta implicació inicial amb l'augment de la quantitat d'aportacions creatives en el disseny i l'execució de la pel·lícula.
ILM va resultar evident que el guió d' A la recerca de Spock requeria més disseny i treball de model del que havia estat necessari per a La còlera del Khan. Una nau mercant destruïda per Kruge a principis de la pel·lícula era un un disseny fet de peces de model combinades. El càmera d'efectes Don Dow va raonar que, com que la nau va ser destruïda tan ràpidament, no tenia sentit dedicar una gran quantitat de temps a construir-la.L'USS Grissom va rebre el nom de l'astronauta Virgil "Gus" Grissom; el mateix model s'utilitzaria per representar altres naus científiques a la sèrie de televisió Star Trek: La nova generació.
L' Excelsior era un nou disseny que ILM considerava una millor interpretació d'una nau espacial de la Federació: més elegant i més moderna que l' Enterprise. El departament d'art va crear esbossos conceptuals per mostrar-los a Paramount i, a instàncies d'un director d'art, el modelista William George va presentar un altre disseny, basat en el que pensava que seria l' "Enterprise" si fos dissenyada pels japonesos. Nimoy va triar la versió angular i simplificada de George per a la producció. Mentre que a la pel·lícula, se suposa que l' Excelsior és més gran que el seu predecessor, el model físic era 30 cms. més petit que l'Enterprise.
El moll espacial de la Terra era un disseny destinat a ampliar l'abast de Star Trek. Després d'aprovar una petita maqueta tridimensional del disseny final, l'equip d'efectes va crear un model exterior Moll Espacial d'1,8 metres d'alçada. En lloc de cablejar minuciosament milers de llums petites, ILM va fer el model amb plexiglàs transparent i el va pintar; gratant l'acabat de les finestres creades, i un nucli interior de llums de neó il·luminava els forats resultants. L'interior del moll es va simular amb un model addicional, de 6,1 metres de llarg, amb una secció central extraïble. La il·luminació interior va ser generada per fibra òptica exterior i llums de 2.000 a 5.000 vatis.
Els directors d'art Nilo Rodis i Dave Carson van dissenyar les naus Au de Presa Klíngon, mentre que George va construir el model. Nimoy volia que la nau recordés a un ocell atacant, amb ales mòbils que canviaven en funció de si la nau estava en una postura de creuer o d'atac. George va agafar indicis de disseny d'esbossos de culturistes i jugadors de futbol, incorporant els equivalents de les naus estelars de braços estirats i amenaçadors i espatlles musculoses, juntament amb el que semblaven espatlles i una barbeta al coll estès de la nau. Tot i que el fil de la nau romulana robada es va tallar de la pel·lícula, el disseny de l'au de presa havia incorporat elements del disseny romulà. "Té una part de la forma bàsica dels ocells, però és més ominosa", va dir Ralston. S'ha integrat un disseny gràfic d'ocells a la part inferior de la nau.
Per estalviar diners, molts conjunts, especialment els interiors, eren redecoracions dels conjunts existents. El pont Enterprise es va reconfigurar per substituir el Grissom, amb les cadires retapissades i la consola central de navegació girada per modificar la planta. Un bar de la Terra i la sala mèdica Klingon eren repedecoracions de la infermeria de l' Enterprise. Nimoy fins i tot es va apropiar del conjunt del pont Klingon d'una altra producció. Moltes consoles intermitents es van llogar a una empresa d'accessoris en lloc de ser fabricades. El mateix pont de l' "Enterprise" es va mantenir pràcticament sense canvis respecte a la pel·lícula anterior, sobretot el seu sòl negre es va tornar a pintar de gris per motius fotogènics. El canvi més dràstic es va fer a les estances de Spock. Nimoy havia sentit que l'esquema de color gris anterior no expressava un estil vulcanià i l'havia il·luminat amb grocs i taronges.
Afegint color local al pont klíngon hi havia una criatura rabiosa com un gos que l'equip d'efectes va anomenar en burla "Fifi Rebozo". Ken Ralston va pensar que donar-li una mascota al capità klíngon afegiria una atmosfera, i va esculpir un gos reptilià com a mascota de Kruge en el guió. El pèl de l'animal estava fet amb retalls de perruca barats, el supervisor de criatures David Sosalla va ruixar el material amb adhesiu i va posar grumolls de pelatge angoixat sobre el cos pintat del titella per fer que l'animal semblés "abatut i menjat per l'arna". Durant el rodatge, Sosalla i la tripulació van ruixar la criatura amb aigua per fer-la semblar més desagradable. Ralston es va amagar dins de la cadira de comandament de Kruge i va fer titella el cap i el cos de l'animal a través d'una obertura al costat de la criatura; el cap de la criatura era prou gran perquè Ralston encabés amb la seva mà dins de la mandíbula carregada de molla per accionar-lo. Tres ajudants van accionar cables que obrien els ulls de l'animal i el feien grunyir. La tripulació es va oposar a alguns dels moviments previstos de la criatura, com no moure les orelles perquè feia que la suposadament repulsiva criatura fos "maca". Per a la desaparició de l'animal durant la lluita dels klíngons amb l' Enterprise, es va crear un titella "mort" addicional, però Ralston va utilitzar el "en viu" per a l'escena.
Molts dels accessoris de La còlera del Khan havien estat reutilitzats de La pel·lícula o s'havien extret d'altres produccions, però per a A la recerca de Spock Winter volia dissenyar elements únics de Star Trek. George i l'artista Phil Norwood van col·laborar en molts dels dissenys d'accessoris, creant versions actualitzades i més elegants dels comunicadors i fasers de la sèrie original. Molts accessoris es van crear amb fusta i es van adornar amb peces petites de maquetes. Mentre que el tricorder de la Federació es va crear amb un model de carrosseria de cotxes de carreres, els accessoris klíngons tenien un aspecte més brut, amb superfícies afilades que semblaven incòmodes de portar. George insistia a utilitzar les formes i els materials, en lloc de llums intermitents, per suggerir que els accessoris eren reals i manufacturats.

### Vestuari i maquillatge
Robert Fletcher, dissenyador de vestuari de les anteriors pel·lícules de Star Trek, va ser responsable del vestuari d'A la recerca de Spock. La feina de Fletcher era dibuixar vestits, triar els teixits necessaris i completar els accessoris dels personatges principals. Va col·laborar amb el client Jim Linn, que va vestir extres i va gestionar la logística de neteja, reparació i seguiment de vestits. La majoria dels uniformes de la Flota Estel·lar ja havien estat dissenyats per a la pel·lícula anterior, però Fletcher volia vestir els personatges principals amb roba de civil. Fletcher va desenvolupar una mitologia darrere de cada vestit; els ornaments de pedra de la túnica de Sarek, per exemple, estaven pensats per ser representatius del nivell de consciència d'un vulcanià. El client tenia l'avantatge d'accedir als magatzems de Paramount, que contenien literalment tones de teles cares.
El dissenyador i el personal de producció estaven satisfets amb els dissenys de vestuari klíngon inspirats en el vestit feudal japonès, fets per Fletcher per a La pel·lícula, però van haver de fer noves versions; Els sis restants van ser cedits per a un episodi de Mork & Mindy i molt danyats; Fletcher va passar tres mesos recuperant el que quedava. Les addicions a la roba establerta incloïen una armilla d'oficial per a Kruge i joies.
A més de les seves tasques de vestuari, Fletcher va dissenyar el maquillatge klíngon i vulcanià. El maquillador Thomas R. Burman va suggerir que se li va demanar ajuda a Fletcher perquè l'estudi no va contractar l'obra; Burman va rebre un contracte només tres setmanes abans de l'inici de la fotografia. L'oferta de 160.000 dòlars de Burman era molt superior al pressupost de 50.000 dòlars de Paramount, però es va assegurar la feina quan el seu competidor va abandonar prop de l'inici de la producció. "Al final no es va reduir a diners, sinó a qui ho podia fer ràpidament […] teníem [reputació] per treballar ràpidament i fer un treball de qualitat", va explicar Burman. Fletcher i Burman van coincidir que els fronts escarpats dels klíngons a La pel·lícula eren massa prominents, enfosquint les cares dels individus. "Va ser massa de dibuixos, i no volia un aspecte de Star Wars a [la] pel·lícula. Mai hi havia hagut un bon matrimoni entre l'aparell del front i les cares de l'actor. Vam intentar mantenir-los en el personatge en lloc de tenir aquestes coses molestes al cap", va dir Burman. El maquillatge Klingon resultant va trigar dues hores a aplicar-se.

### Rodatge
Per protegir-se de les filtracions que havien prefigurat la mort de Spock durant la producció de La còlera del Khan, Paramount va prendre precaucions per assegurar els sets. L'escenògraf Cameron Birnie va assenyalar que la seguretat de la producció era molt inusual; els sets es van construir fora de seqüència i la tripulació només va donar tantes pàgines com necessitaven per fabricar cada local. Els guàrdies de seguretat van comprovar les targetes d'identificació amb imatge del personal de producció. Qualsevol menció de la producció es va eliminar de la papereria i dels documents, i "Trois" (tres, en francès) es va escriure com a paraula clau. Les oficines i els tallers no tenien senyalització identificativa, amb portes amb doble pany per a una protecció addicional. Els scripts de A la recerca de Spock van ser tractats químicament perquè les còpies es poguessin rastrejar fins a l'original; com a trampa per a canaris, subtils canvis en la redacció distingien cada còpia. El nom de Nimoy no va aparèixer mai als fulls de trucades, i al guió es va fer referència a Spock com a "Nacluv" (Vulcan escrit al revés). Malgrat les precaucions, la paraula de la destrucció de l' "Enterprise" es va filtrar abans de l'estrena de la pel·lícula.
La fotografia principal va començar el 15 d'agost de 1983. Tots els dies de producció, menys dos, van ser filmats als escenaris sonors de Paramount, pel director de fotografia Charles Correll. A la recerca de Spock va ser un dels primers grans llargmetratges que va utilitzar Eastman 5294, un estoc de pel·lícula en negatiu en color d'alta velocitat. La pel·lícula va permetre a Correll la latitud per triar una àmplia gamma d'índexs d'exposició. Com que A la recerca de Spock es va rodar amb lents anamòrfiques i molts espectadors del teatre veurien impressions de 70 mm, Correll necessitava produir una profunditat de camp nítida, una tasca difícil en molts platós. Per a les escenes del pont, Correll va empènyer l'índex d'exposició per sobre de la recomanació d'Eastman per mantenir la imatge nítida a menys de 50 foot-candles.
Moltes de les seqüències de diàlegs de A la recerca de Spock presenten primers plans ajustats. Durant la fusió mental de Kirk i Sarek, Nimoy va triar talls que es van centrar a accentuar el diàleg; "En lloc de mirar les cares de la gent, tot el que veus és la boca o els ulls i tens tendència a escoltar millor", va explicar Correll. Correll no estava content que totes les escenes, excepte una, es filmessin en un escenari sonor. En sentir que recrear-ho tot al plató donava com a resultat una imatge falsa, el director de fotografia va suggerir que Genesis es filmés a Kauai a Hawaii, i al Parc estatal de Red Rock Canyon per representar Vulcà. La producció no tenia els diners per rodar a la ubicació, la qual cosa significa que Nimoy estava preocupat per assegurar-se que els diferents escenaris exteriors se semblessin creïbles. Mentre que els diferents exteriors de les naus van ser gestionats per ILM, Correll va ser responsable de l'aspecte dels conjunts interiors. Va preferir tractar-los com a llocs reals dins de les naus; tot i que els sostres dels conjunts van ser dissenyats per ser eliminats de manera que els llums es poguessin muntar a les bigues, Correll va utilitzar altres mètodes d'il·luminació. A l'au de presa, va utilitzar tubs fluorescents per recollir les pintures metàl·liques de les parets i va mantenir el conjunt fumat per transmetre una atmosfera bruta.
Abans que McCoy fos arrestat per seguretat, intenta llogar un vol espacial a Genesis en un bar. L'escena s'obre amb dos oficials jugant a un videojoc de baralles de gossos de l'època de la Primera Guerra Mundial. Els biplans de filferro es van crear utilitzant línies negres en impressions de paper clar col·locades en una cel·la superposada. "En realitat va ser només el rodatge d'un gag", va explicar l'artista d'efectes Charlie Mullen, "la idea que la gent en el futur jugaria a un vell joc de guerra." Per adaptar-se a l'efecte, Correll va haver d'utilitzar una gran quantitat d'exposició sense fer que la barra semblés sobreil·luminada. Gran part de la il·luminació la van proporcionar taules equipades amb tubs fluorescents per proporcionar un efecte diferent d'altres parts de la pel·lícula. Correll no va poder afegir fum a l'escena per millorar la "sensació" de la barra, perquè l'ambient alterat hauria fet que el joc d'ILM fos difícil d'inserir. L'escena tenia la intenció d'acabar amb una baralla al bar quan la seguretat va intentar portar a McCoy a custòdia; Nimoy va decidir que "no se sentia bé" i no hi havia prou temps ni diners per rodar l'escena amb èxit.
El planeta Genesis es va produir a través de pintures mate i escenaris sonors en lots de Paramount sota el director d'art John Edward Chilberg II. Gran part del planeta va ocupar l'Estudi 15, conegut com a escenari DeMille perquè el director hi va rodar el creuament del Mar Roig a la pel·lícula Els Deu Manaments (1956). L'espai mesurava 91 x 30 metres.  Els límits percebuts de les escenes es van ampliar mitjançant matte painting creada per Chris Evans, Frank Ordaz i Michael Pangrazio. Com que algunes parts del conjunt es van haver de col·lapsar literalment durant la destrucció del planeta, el conjunt es va construir a 4,9 metres des del terra i va incloure pirotècnics i trampes a terra. Els centenars de llums de 10.000 watts de les bigues estaven cobertes de seda per a escenes diürnes per suavitzar la llum i equipats amb filtres blaus per a la nit; els dimmers van facilitar la transició entre períodes. Atès que el planeta condemnat ja no era un paradís, el director d'art, Nimoy, Bennett i Correll va considerar canvis constants en els colors de les escenes, però van decidir no posar-se en "fantàstic fotogràficament". Tot i que moltes de les escenes semblaven il·luminades amb fonts de llum mínimes com ara focs parpellejants, Correll va intentar utilitzar la màxima llum possible. Per aconseguir que el foc es reflectís a les cares de l'actor, Correll va utilitzar una varietat de trucs amb llums normals; utilitzar foc natural no hauria proporcionat la intensitat requerida.
Una característica significativa del planeta Genesis són els cucs alienígenes que evolucionen ràpidament a partir dels microbis del taüt de Spock. Les criatures comencen com a gatejadors petits i viscosos, i després creixen fins a 2,4 metres. Els petits cucs es van crear injectant vinil "Hot-Melt" fos en motlles de polímer epoxi que es van posar immediatament en aigua freda per crear un producte translúcid. El centenar de criatures resultants es van pintar i revestir amb metacil, un revestiment lliscant i relliscós. Cada cuc estava unit a una plataforma elevada mitjançant un tros de fil de pescar; les línies estaven lligades a varetes sota el conjunt. Els ajudants fora de la pantalla empenyien les canyes o estiraven la línia de pescar per crear moviment; l'escena requeria moltes preses perquè la línia de pescar parpellejava periòdicament a la càmera. Els cucs més grans van resultar més problemàtics, ja que el rodatge es va dur a terme a ILM i Paramount Estudi 15. De manera semblant a les anguiles Ceti paràsites de La còlera del Khan, els cucs presentaven caputxes semblants a cobres i una boca de dents anellada. ILM va construir un dels cucs amb més articulació que els altres; Ralston va fer funcionar la criatura a través d'un forat al terra amb la mà ficada dins de la criatura. Els altres cucs es van animar amb manxa pneumàtica que feien passar l'aire a través de mànegues en seqüència, creant un moviment ondulant. Durant l'escena, els cucs ataquen Kruge, que mata un d'ells. El mètode habitual per aconseguir l'efecte de la criatura que s'embolicava al voltant de Kruge hauria estat filmar la seqüència al revés, però això va plantejar problemes: el revestiment de llim que Kruge hauria estat fora de lloc amb la filmació inversa, i múltiples preses arruïnarien el maquillatge klíngon que portava Lloyd. La solució d'ILM va implicar muntar el cuc amb fils de pescar que eren estirats de manera coreografiada per diversos ajudants fora de la pantalla per simular el moviment d'embolcall. Quan petites peces dels uniformes klíngon agafaven o trencaven les línies de pesca, Ralston va recórrer a cables d'acer.
La ruptura ardent del planeta Genesis va implicar foc, fum i trastorns de la terra. "La part principal del terra estava equipada de manera que les roques es disparessin del terra [en catapultes]. Els arbres estaven equipats per caure i encendre foc", va explicar Correll. Produir els trets requeria una direcció meticulosa i entre 20 i 30 auxiliars estaven a la nostra disposició el dia del rodatge. Correll va rodar simultàniament amb nou càmeres; l'esperança era aconseguir tantes fotografies utilitzables com fos possible en una sola presa, en cas que s'haguessin de restablir totes les trampes i la pirotècnia per a una altra ronda de rodatge. Aquesta seqüència sencera es va completar en tres setmanes.
Les escales de Vulcà es van filmar a l'Occidental College, l'única ubicació de rodatge de la producció. Per crear l'atmosfera taronja, Correll va utilitzar un gran reflector de 4,6 x 4,6 metres, creat per a la pel·lícula de 1983 The Star Chamber de Peter Hyams, col·locat a la part superior d'una grua de 34 metres. El cel blau-gris de la ubicació es va substituir per una pintura mat que cobria la meitat superior del rodatge de l'escala. Molts tocs ornamentals que Nimoy volia per a l'escena de la processó finalment mai es van materialitzar. El fons del conjunt era simplement un tros de tela pintada; Nimoy tenia el fons desenfocat en totes les preses com una manera d'ocultar les deficiències del paisatge. Els elements eliminats de la seqüència de Vulcà incloïen una processó per la "Sala Vulcaniana del Pensament Antic", un espai dominat per grans caps sobre columnes i una escultura que s'alçava a una alçada de 6,1 metres L'escena es va tallar perquè la processó es va allargar massa.
La producció de la pel·lícula es va tancar temporalment després que un incendi destruís diversos escenaris sonors als estudis Paramount, un dels quals estava al costat del plató del planeta Genesis. Inicialment, se sospitava que la pirotècnia del conjunt havia provocat l'incendi, però es va considerar que la causa era un incendi domèstic. Shatner va ser un dels membres del repartiment que van agafar mànegues de bombers per aturar les flames. Correll esperava que el lloc es cremés perquè tindria l'oportunitat de filmar a Hawaii. Tot i que la major part del conjunt no estava danyat, els forats al costat de l'edifici s'havien de cobrir amb pesades cortines negres per evitar que la llum exterior hi penetrés.

### Efectes visuals
Igual que amb les pel·lícules anteriors de "Star Trek", el temps i els diners eren limitacions importants per als efectes visuals. Els artistes d'efectes estaven preocupats per produir l'aspecte adequat sense importar el temps. Mentre el càmera d'efectes Scott Farrar i els seus ajudants travessaven constantment els 640 kms que separaven ILM de Paramount, els equips de la casa d'efectes organitzaven efectes de postproducció i fotografia. Els viatges constants van passar factura a Ralston, que va començar a oblidar quines aerolínies havia agafat i a quina ciutat es trobava. Com que una pausa en el treball significava perdre temps, els editors d'efectes Bill Kimberlin i Jay Ignaszewski van produir plans d'efectes útils per als editors d'imatge real de Paramount; aquests compostos monocromàtics a mig acabat van donar als editors una idea del ritme de l'escena. ILM va contribuir amb 120 plans a la pel·lícula. Igual que Correll, Ralston va utilitzar Eastman 94 per a totes les gravacions que no requerien croma.
L'ILM va filmar naus estel·lars utilitzant control de moviment per al moviment de models cronometrat i assistit per ordinador. Els models de naus requerien múltiples passades de càmera perquè les diferents parts del vaixell i les seves llums es van filmar a diferents nivells d'exposició. L' Excelsior va requerir vuit passis per complementar el principal "passeig de bellesa", els sis Enterprise. ILM podria haver combinat passades amb múltiples exposicions, però no sense risc; "Si alguna cosa es dessincronitzava, o d'alguna manera deixavem caure un fotograma, hauríem de tornar a rodar, i llavors estàs encallat. Has arruïnat dues peces, dos elements", va dir Farrar.
El dispositiu de camuflatge de l'Au de presa klíngon requeria un nou efecte. El concepte original presentava les capes de la nau formant-se des de dins cap a fora, requerint una sèrie d'elements superposats filmats amb una càmera d'animació Oxberry. ILM va decidir que l'efecte semblava massa "d'aspecte animat" i desafiava el sentit comú: "si hi hagués una fanfàrria per descamuflar, tothom sabria que els klíngons estaven arribant i els estaven fent sortir del cel abans que poguessin acabar de materialitzar-se", va dir Ralston. El supervisor va optar per la subtilesa i va dessincronitzar separacions de colors per crear un efecte ondulat borrós. Tot i que senzilla, la seqüència era més efectiva que l'escena elaboradament planificada. Efectes com la destrucció de la nau mercant es van crear mitjançant explosions projectades, una tècnica perfeccionada durant la producció de El retorn del Jedi. Les explosions simulades de gravetat zero es van filmar i reflectir en una targeta utilitzant el mateix programa de control de moviment utilitzat per als models. El resultat va ser una explosió que es va moure amb el model.
Les seqüències d'efectes més laborioses van tenir lloc dins del port espacial; es van passar mesos completant les fotografies interiors de l'estació. La tripulació d'efectes va provar diferents aspectes per assegurar-se que l'interior del moll semblava adequadament ampli. "Hem trobat que l'interior exigia un cert grau de boira atmosfèrica, tot i que probablement no n'hi hauria a l'espai", va dir Farrar. Per crear un aspecte lleugerament degradat, la tripulació va utilitzar gel de color blau per a les llums i es va rodar a través del fum per a les fotografies de farciment. Es van canviar a filtres de difusió per a passades de llum, ja que l'ús de fum per a trets més llargs hauria requerit un control del nivell de fum que requereix molt de temps. A causa de la diferència d'escales dels models de moll i de nau, era impossible filmar l' Excelsior i l' Enterprise dins del plató. Obrir les portes espacials del moll era problemàtic perquè les llums que il·luminaven l'interior del moll des de l'exterior s'havien d'amagar a la càmera per evitar que reflexi. Es van utilitzar ventiladors massius per mantenir l'equip fresc i evitar que les llums es fonguessin o deformessin l'art interior del moll. El realisme de les escenes del moll es va veure augmentat amb imatges d'acció en directe d'una cafeteria, amb finestres amb vistes a l'interior del moll. La cafeteria era un plató construït a ILM i ple de 40 extres davant d'una pantalla blava perquè el moll i Enterprise es poguessin compondre més tard; les pintures matte van estendre el sostre del conjunt.
A Ralston, que considerava lletja l' Enterprise i la model difícil de rodar, li va agradar destruir la nau. Es van combinar diversos trets per a la seqüència de destrucció completa; tot i que Ralston hauria preferit portar un mall al model original de 150.000 dòlars, es van utilitzar una varietat de models més barats. La primera part de la nau que es va destruir va ser el pont, una miniatura separada amb estrelles afegides al fons. El tret canvia a l'au de presa que s'allunya a mesura que es crema la part superior del plat, on les explosions (filmades cap per avall per simular l'absència de gravetat) es van sobreposar a una passada de control de moviment de la nau. La càmera retalla un primer pla del número de matrícula de la nau que és devorat per les explosions interiors. George va crear un model lleuger d'escuma de poliestirè que es va dissoldre amb l'acetona degotejada sobre el plat des de dalt. En disparar a menys d’un fotograma per segon i mantenir la llum fora del model, els gotes no eren visibles a la impressió. La crema de llana d'acer a l'interior del plat va crear un efecte de brasa brillant a causa de la destrucció de les cobertes interiors del vaixell.  L'explosió del plat es va simular fent volar un plat de guix cobert de pols de talc. Es van utilitzar bombes de dues i quatre unces i gasolina com a pirotècnia en les escenes d'acció en directe del pont destruït. Els dobles van utilitzar plataformes carregades per molles per llançar-se a l'aire.
Per a la destrucció final del planeta Genesis, les imatges d'arxiu del conjunt de Paramount es van adaptar amb cura amb les imatges d'efectes visuals d'ILM. ILM va construir miniatures a escala retallades en seccions per retratar parts del trastorn de Genesis (diapositives de roca, fissures que s’obren al terreny) que les escenes d’imatge real no podien replicar fàcilment. Una de les miniatures més grans, de 6,1 x 4,9 metres, tenia arbres i trampes que es podien restablir, dolls de propà per a les ràfegues de foc i caigudes de roques provocades per solenoide. Per a les escenes en què Kirk i Kruge lluiten en un precipici sobre una fossa de lava, la fotografia va combinar lava animada, núvols (realment cotó sobre negre), llamps i una pintura mat. Les preses aèries de la lava es van crear il·luminant una peça de plexiglàs transparent amb gels de colors i cobrint la placa amb metacil, vermiculita i carbó vegetal; la barreja va gotejar la superfície i va cobrir la tripulació per sota. ILM va simular la desaparició de Kruge, una llarga immersió a la piscina de lava, amb l'ajuda d'un titella en stop-motion. Lloyd va caure uns metres sobre un matalàs negre; durant un llamp, l'actor va ser reemplaçat pel titella que va caure a la resta de la distància. Com que el pla es va filmar en negre en lloc de la pantalla blava tradicional, els animadors van haver d'eliminar o rotoscopiar el fons negre al voltant de Lloyd fotograma a fotograma. La transició entre el metratge de Lloyd i el titella es va amagar per un flaix d'un sol fotograma quan un llamp va colpejar Kruge. L'escena de Kirk i Spock allunyant-se mentre el terra s'enfonsa va ser una altra creada a ILM, ja que el nivell de destrucció simplement no era possible per a la tripulació d'imatge eral.
Entre els altres efectes visuals que ILM havia de produir es trobaven el feix transportador i l'efecte de la velocitat de curvatura. Mullen va assenyalar que l'aspecte dels efectes canviava en funció de qui dirigia la pel·lícula, amb una tensió entre produir quelcom nou i no alienar els fans acostumats a l'estil establert. L'efecte es va produir retallant o rotoscopiant l'individu a transportar, després fent una ranura vertical a través de la qual es col·locava una llum d'alta intensitat. Un moviment controlat per ordinador faria que la llum s'estengués des del centre i s'esvaís, després restabliria la seva posició i repetiria el moviment al costat oposat. Es van aplicar filtres i gels d'acetat fets a mà per donar color i patrons al feix del transportador, seguits de petits reflexos animats parpellejants anomenats "cucs" que van aparèixer després que el personatge s'hagués desmaterialitzat. Els transportadors dels klíngons van rebre un aspecte vermell dur per diferenciar-los de l'efecte blau suau de la Federació. Mentre que moltes de les imatges multicolors del rastre de curvatura d'arc de Sant Martí de "La còlera del Khan" eren imatges d'emmagatzematge preses de la primera pel·lícula, els productors de la tercera pel·lícula volien alguna cosa nova. Primer es va provar un efecte de ratlla, en el qual es combinava una passada de bellesa de la nau amb passades borroses per a cada intensitat de llum. El resultat va ser decebedor, ja que les ratlles es van distorsionar i van quedar fora de lloc quan l' Enterprise es va fer més gran. Mullen va rebutjar una animació directa de la unitat de curvatura com a massa rebotant, però el metratge es va tallar per editar-lo mentre ILM va fer sis enfocaments més al problema. L'efecte final, un "rastre vaporós i colorit", es va decidir només unes setmanes abans de l'estrena de la pel·lícula.

### Música
El compositor James Horner va tornar per gravar A la recerca de Spock, complint una promesa que havia fet a Bennett a La còlera del Khan Tot i que Nimoy es va plantejar contractar el seu amic Leonard Rosenman per a la banda sonora, va estar convençut que el retorn d'Horner donaria continuïtat entre La còlera del Khan i la nova pel·lícula. Igual que el contingut de la pel·lícula, la música d'Horner va ser una continuació directa de la partitura que va escriure per a la pel·lícula anterior. Quan va escriure música per a La còlera del Khan, Horner era conscient que reutilitzaria certes pistes per a una seqüela imminent; dos temes principals que va reelaborar van ser per a Genesis i Spock. Mentre que el tema de Genesis suplanta la música del títol que Horner va escriure per a La còlera del Khan, els crèdits finals es van citar "gairebé textualment".
En converses d'hores amb Bennett i Nimoy, Horner va coincidir amb el director que els indicis "romàntics i més sensibles" eren més importants que els "bombàstics". Horner havia escrit el tema de Spock per donar-li més dimensió al personatge: "En posar un tema sobre Spock, es converteix en una col·lecció tridimensional i no pas una col·lecció de rutines" va dir. El tema es va ampliar a A la recerca de Spock per representar l'antic misticisme alienígena i la cultura de Spock i Vulcà.>
Entre les noves peces que Horner va escriure hi havia un tema "percussiu i àton" per als klíngons que està molt representat a la pel·lícula. L'autor de música Jeff Bond va descriure el senyal com un compromís entre la música de la pel·lícula anterior d'Horner Llops humans, el motiu de Khan a La còlera del Khan i la música klingon de Jerry Goldsmith de La pel·lícula. Horner també va adaptar la música de Romeu i Julieta de Serguei Prokófiev per a part de la seqüència del robatori de l' Enterprise i la seva destrucció, mentre que la música de la resurrecció de Spock a Vulcà es va treure del final de Projecte Brainstorm.

## Temes

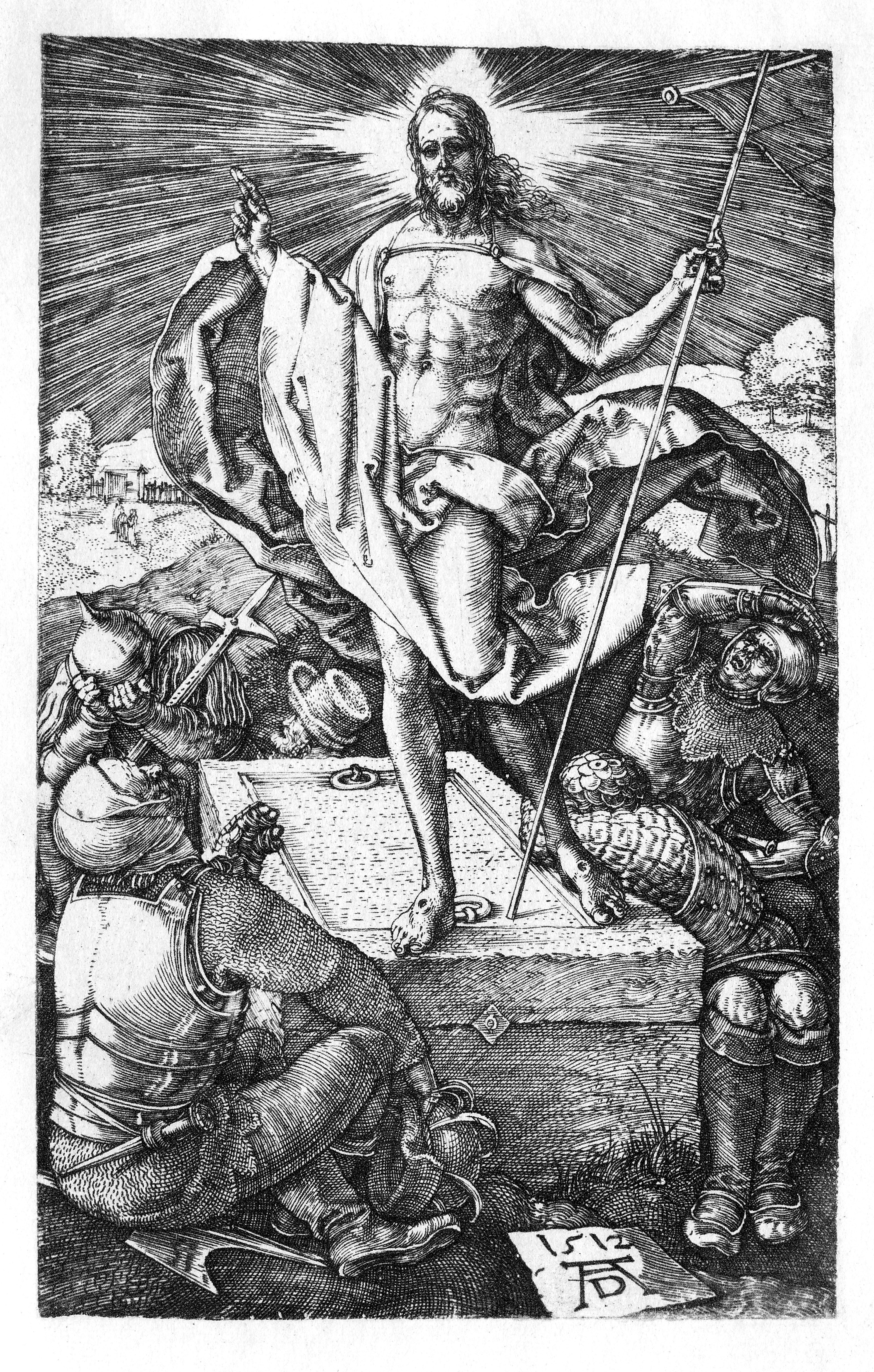
A la recerca de Spock continua l'exploració a La ira de Khan dels temes bíblics cristians de la vida, la mort i el renaixement.

Nimoy va escriure que A la recerca de Spock el tema principal és el de l'amistat. "Què ha de fer una persona per ajudar a un amic? Fins a quin punt hauria d'anar un compromís d'amistat?... I quins sacrificis, quins obstacles aguantaran aquestes persones? Aquesta és la línia emocional de la pel·lícula [i] la seva raó d'existència", va recordar. Tot i que la resurrecció corporal de Spock va ser completa, la seva ment era una pissarra en blanc; A la recerca Spock, argumenten Michele i Duncan Barrett que la qüestió important és si la ment d'un individu funciona, ja que aquesta és la clau d'una existència significativa.
El professor de la Universitat de Brown Ross S. Kraemer argumenta que A la recerca de Spock "es va convertir  la primera i més òbvia exploració a Star Trek dels temes cristians de sacrifici, mort salvífica i resurrecció". Segons Larry J. Kreitzer, La còlera del Khan va proporcionar "les seves pròpies versions del Divendres Sant i un indici del diumenge de Pasqua que ve", amb els indicis complerts per la restauració corporal de Spock a A la recerca de Spock. El descobriment per David i Saavik del taüt buit i les robes funeràries de Spock és paral·lel a l'evidència que els Apòstols van trobar que apuntaven a la resurrecció de Jesús a l'Evangeli de Lluc, afirma Kraemer. La resurrecció de Spock no sols demostra la creença vulcaniana en l'existència del katra, sinó que també afirma que aquests no són només un sistema de creences, sinó una certesa. Barrett assenyala els llargmetratges Star Trek en general i A la recerca de Spock en particular com un gir d'allunyament de la sèrie de televisió irreligiosa. En termes més pràctics, Jeffery A. Smith va assenyalar A la recerca de Spock com una de les moltes pel·lícules de Hollywood que van culminar amb una tendència dels anys noranta on la mort té poca permanència (Ghost, Un judici celestial, Més enllà dels somnis, Meet Joe Black).
El planeta Genesis es va convertir en un experiment condemnat en part per raons dramàtiques; tenia un límit de temps perquè els personatges estalviïn una tensió afegida a Spock. Nimoy també estava interessat en l'ètica científica: amb quina rapidesa pot moure's la ciència i quins són els perills d'aquest moviment. El professor de la Universitat de Houston, John Hansen, assenyala que, mentre que el sacrifici de Spock a "La còlera del Khan" és "l'arquetip de la raó i la racionalitat que manifesta l'arquetip de la virtut humana", una elecció desinteressada i feta lliurement, la mort de Valkris (que ha après massa sobre el dispositiu Genesis) a "A la recerca de Spock" és molt diferent: el klíngon accepta voluntàriament la seva mort pel "bé comú" determinat per l'estat, renunciant a la seva llibertat i vida. Hansen sosté que els problemes de la llibertat personal i l'explotació de la tecnologia, en aquest cas Genesis, estan "entrellaçats". El dispositiu Genesis va ser pensat com una tecnologia alliberadora, creant vida des de la sense vida, però des de la visió klíngon és una eina per al domini (contrastant les visions contemporànies de com la tecnologia pot promoure o limitar la llibertat).

## Llançament
A la recerca de Spock no es va comercialitzar molt. Entre la mercaderia promocional creada per a l'estrena de la pel·lícula hi havia calendaris de la marca Search for Spock i ulleres venudes a Taco Bell. També es va publicar una novel·la (ISBN 0-671-49500-3) i va assolir el segon lloc a la llista de llibres més venuts de rústica The New York Times. El president Ronald Reagan va projectar la pel·lícula per als amics durant un cap de setmana fora de la Casa Blanca el 1984, passat amb el cap de personal de la Casa Blanca Mike Deaver i el senador Paul Laxalt, amic íntim del president. Reagan va escriure sobre la pel·lícula: "No era massa bona."
A la recerda de Spock es va estrenar l'1 de juny en un rècord de 1.996 sales d'Amèrica del Nord; competint amb  les pel·lícules  Indiana Jones i el temple maleït, Gremlins, Els caçafantasmes i Top Secret! estrenadas al mateix temps, més de la meitat de les pantalles del país es van omplir de taquilleres d'estiu. A la recerca de Spock va recaptar més de 16 milions de dòlars en el seu primer cap de setmana. En el seu segon cap de setmana, la pel·lícula va baixar un 42 per cent. La força de taquilla de A la recerca de Spock i Indiana Jones va portar a Paramount a dominar el negoci cinematogràfic de principis d'estiu. La pel·lícula va guanyar 76,5 milions de dòlars a Amèrica del Nord, per un total de 87 milions de dòlars arreu del món.
La banda sonora de James Horner va ser llançada en un LP de 43 minuts per Capitol Records l'any 1984, i també contenia un senzill de 12" titulat "The Search for Spock", compost per Horner i interpretat pel Group 87, una banda formada pel compositor Mark Isham i el bateria de Missing Persons, Terry Bozzio. Va ser reeditat en disc compacte el 1989 per GNP Crescendo. Film Score Monthly va llançar una partitura de dos discs compactes ampliada l'1 de juny de 2010. L'edició ampliada incloïa tant el llançament original de Capitol Records de 1984 com una versió totalment nova que presentava la banda sonora completa tal com s'escoltava a la pel·lícula, incloses versions alternatives, així com moltes pistes escoltades per primera vegada fora de la pel·lícula.

### Resposta crítica
A la recerca de Spock va rebre ressenyes generalment positives de la crítica. Richard Schickel de Time va elogiar la pel·lícula com "potser la primera òpera espacial que mereix aquest terme en el seu sentit més gran". Janet Maslin de The New York Times i Newsweek va escriure que, tot i que la pel·lícula se sentia llastada pels actors cada cop més envellits i els tropes televisius, va ser llevada per la seva dedicació. Roger Ebert va qualificar la pel·lícula de "bona, però no genial" i un compromís entre "La pel·lícula" depenent dels efectes especials  i la "La còlera del Khan" impulsada pels personatges. Per contra, USA Today va elogiar la pel·lícula com la millor de les tres i la més propera a l'esperit original de la sèrie de televisió. Susan Ferrier Mackay de The Globe and Mail' va oferir una visió aclaparadorament negativa de la pel·lícula, que va resumir la pel·lícula com "ba-a-a-d". En una retrospectiva del 2010 de la franquícia cinematogràfica, l'autora Jill Sherwin suggereix que l'envellida "Enterprise" va servir com a metàfora per a l'envellida franquícia "Star Trek". A Metacritic, la pel·lícula té una puntuació de 56/100 basada en les ressenyes de 17 crítics, la qual cosa indica crítiques mixtes a mitjanes. A Rotten Tomatoes té un índex d'aprovació del 78% basat en les ressenyes de 49 crítics.
Els crítics van elogiar la direcció de Nimoy, a la qual USA Today va atribuir l'èxit de la pel·lícula en captar l'essència del programa de televisió. Newsweek va escriure que, gràcies a Nimoy, la pel·lícula va ser la pel·lícula de Trek amb millor ritme, i que la seva familiaritat amb aquests actors li va permetre treure el millor d'ells. Newsweek i David Sterritt del Christian Science Monitor, van apreciar com la pel·lícula va alentir l'acció per permetre moments de reflexió, comparant-ho amb l'enfocament de la majoria de pel·lícules d'acció contemporànies sobre els efectes en lloc dels actors. Rita Kempley de The Washington Post va escriure que la direcció de Nimoy era competent, però els seus antecedents a la televisió demostraven: "la pel·lícula se sent feta per a la televisió", va resumir. El seu company crític de Post Gary Arnold va estar d'acord amb l'avaluació de la pel·lícula de televisió de Kempley, però també va escriure que Nimoy era intel·ligent per centrar-se en l'essencial de cada escena; ell "[es concentra] en els actors d'una manera que afalaga i millora el seu treball."
La trama d' A la recerca de Spock sovint va rebre crítiques negatives. Schickel va qualificar la pel·lícula d' "excés de trama" i plena de "grans càrregues expositives", comparant-la amb l'òpera real. Sterritt va dir que el guió de tant en tant es desviava en direccions "arbitràries" i contenia passos en fals, com ara com el Grissom i la seva tripulació es perden de sobte, però la trama no té en compte el seu destí. Arnold va escriure que Shatner va perdre l'oportunitat d'actuar al mateix nivell que la revelació de La còlera de Khan que Kirk era el pare de David. El crític va considerar que la mort de David era un intent d'un xoc similar, però va considerar que no va ser un èxit. Harry M. Geduld, escrivint per a The Humanist, va criticar la pel·lícula pel que va anomenar "contradiccions i inversemblances", com ara el sabotatge de Scott a l' Excelsior i la regeneració de Spock. Pauline Kael va escriure que "aquesta nova pel·lícula sembla adoptar una actitud grollera cap a la seva predecessora alegre i delicadament autoparòdica: gairebé reivindicativament, la nova pel·lícula requereix que Genesis es desintegri".
El sentiment d'auto-seriositat de la pel·lícula i la camaraderia entre els personatges es van citar generalment com a aspectes positius. Maslin va escriure que certs elements de mal gust de les arrels televisives de la pel·lícula van ser compensats per la proximitat de la tripulació de Enterprise i "per la seva seriositat i avidesa sobre el que semblen ser les minuciositats més ximples […] Això és el que els Trekkies de sempre estimen de la sèrie, i encara està aquí, una mica pitjor per al desgast, però sobretot sense taca." Los Angeles Times va escriure que, malgrat el seu espectacle, la "humanitat de la pel·lícula torna a superar el maquinari, i la seva innocència és francament entranyable". Mackay va oferir una visió alternativa, qualificant les accions i els diàlegs dels personatges d' "envarades" i va dir que els monstres de la pel·lícula tenien més vida que l'actuació. El retrat de Kruge de Lloyd va rebre elogis de David Denby de New York i de Hunter Reigler de The Daily News.
Els efectes de la pel·lícula es van valorar de manera contradictòria. Schickel va escriure que els efectes eren "tècnicament hàbils" i de vegades "enginyosos", i Ebert va destacar l'au de presa com una nau "de gran aspecte". Sterritt va pensar que els escenaris sempre tenien la sensació d'estar en espais sonors més que no a l'espai, i Denby van escriure que s'hauria pogut fer més amb Genesis i que, tot i que era un concepte interessant, faltava l'execució dels efectes especials. Kempley va apreciar els baixos valors dels platós, escrivint que "com més falsificats fossin els plats", més a prop era l'origen de la televisió.

### Mitjans domèstics
A la recerca de Spock es va publicar en vídeo domèstic als Estats Units el febrer de 1985. Les ofertes minoristes inicials incloïen formats VHS, Betamax, LaserDisc i CED amb subtítols. Com a part d'un pla per donar suport a la seva empenta al format de Video 8, Sony es va associar amb Paramount Home Video per portar títols com A la recerca de Spock a la plataforma l'any 1986.
La pel·lícula va rebre un llançament bàsic en DVD l'11 de maig de 2000, sense funcions addicionals; el llançament va ser alguns mesos abans que el llançament de "La còlera del Khan". Dos anys més tard, es va publicar una "edició de col·leccionista" de dos discos amb material suplementari i la mateixa transferència de vídeo que el llançament original del DVD. Presentava un comentari de text de Michael Okuda i un comentari d'àudio de Nimoy, Bennett, Correll i Curtis.
La pel·lícula es va estrenar en Blu-ray Disc d'alta definició el maig de 2009 per coincidir amb la nova funció Star Trek, juntament amb les altres cinc pel·lícules amb la tripulació original a Star Trek: Original Motion Picture Collection. A la recerca de Spock va ser remasteritzada en 1080p alta definició a partir de la transferència de DVD de 2000. Les sis pel·lícules tenen nou àudio 7.1 Dolby TrueHD. El disc inclou un nou tema de comentaris de Ronald D. Moore i Michael Taylor, antics guionistes de televisió de Star Trek: La nova generació, Deep Space Nine, i Voyager. El 7 de juliol de 2021, es va anunciar que les quatre primeres pel·lícules de la franquícia Star Trek s'estrenarien en 4K Ultra HD Blu-ray el 7 de setembre d'aquell any per commemorar el 55è aniversari de la franquícia, juntament amb Blu-rays individuals remasteritzats de les mateixes pel·lícules.
La pel·lícula es va retirar breument de Netflix el juliol de 2013 a causa de la falta de subtítols en anglès per als diàlegs klíngon i vulcanià.